# 주한 일본 대사관
주대한민국 일본국 대사관(한국 한자: 駐大韓民國日本國大使館, 일본어: 在大韓民国日本国大使館) 또는 주한 일본 대사관은 대한민국 서울특별시 종로구에 있는 일본의 대한민국 주재 대사관이다. 건물은 지상 5층, 지하 1층이다.

## 연혁
- 1965년 6월 22일: 한일기본조약 체결.
- 1965년 6월 30일: 주서울 재외사무소 개설.
- 1965년 12월 18일: 주한 일본 대사관 업무 개시.
- 1966년 1월 16일: 부산에 영사관 설치.
- 1966년 4월 22일: 주부산 일본 영사관, 총영사관으로 승격.
- 1997년 1월: 주제주 일본 총영사관 설치.

## 관할 구역
- 주한 일본 대사관: 대한민국 서울특별시, 인천광역시, 대전광역시, 세종특별자치시, 광주광역시, 경기도, 강원특별자치도, 충청남도, 충청북도, 전라남도, 전북특별자치도
- 주부산 일본 총영사관: 대한민국 부산광역시, 대구광역시, 울산광역시, 경상남도, 경상북도
- 주제주 일본 총영사관: 대한민국 제주특별자치도

## 같이 보기
- 수요집회
- 주일본 대한민국 대사관
- 한일 관계